# Tarn (rivier)
De Tarn is een 380 km lange zijrivier van de Garonne die door de Franse regio Occitanie stroomt.
Ze ontspringt op het hoogplateau van Mont Lozère in de Cevennen op het grondgebied van Le Pont-de-Montvert op een hoogte van circa 1600 m. De rivier heeft een stroomgebied van 15.700 km² en een gemiddeld debiet van 230 m³/s. Ze stroomt door vijf departementen: Lozère, Aveyron, Tarn, Haute-Garonne en Tarn-et-Garonne. Ze mondt uit op de rechteroever van de Garonne bij Castelsarrasin.
Zij is vooral bekend van de spectaculaire Gorges du Tarn doorheen de Causses in het Centraal Massief. Bij de stad Millau overspant het Viaduct van Millau de Tarn.
De rivier bereikt zijn hoogste peil in maart, door smeltwater uit de Cevennen en regenwater. In maart 1930 veroorzaakten de Tarn en haar zijrivier de Agout een overstroming met honderden doden en grote schade.

## Scheepvaart
Door haar geringe diepgang en haar grillige loop was scheepvaartverkeer op de Tarn niet eenvoudig. Toch was de benedenloop van de Tarn een drukbevaren waterweg. Montauban had een belangrijke rivierhaven op de Tarn. Er werd gevaren met gabarres, lange, smalle boten met een platte bodem. Deze voeren volgeladen met de stroom mee tot Bordeaux en werden daarna teruggetrokken. Omdat dit vaak met mankracht gebeurde, waren de gabarres op hun reis stroomopwaarts minder zwaar beladen. In de loop van de 19e eeuw verdween dit type scheepvaartverkeer. In 1926 werd de rivier geschrapt van de lijst van bevaarbare waterwegen.
- Bibliothèque nationale de France: cb119723269 (data)
- Gemeinsame Normdatei: 4450936-4
- Library of Congress Control Number: sh85132675
- Nationale Bibliotheek van Tsjechië: ge138134
- Nationale Bibliotheek van Israël: 987007560946405171
- Système universitaire de documentation: 027746526
- Virtual International Authority File: 96144648495776834097